# 永大路
永大路（Yong-da Road）為臺南市永康區東側的重要南北向道路，因主要連結永康舊聚落與大灣兩地而得名。由南向北共分三段，南起於仁德區中正路，北則至永大陸橋，經分流後即為中正北路（台1線），全線隸屬於市道177號的一部分。
永大路在交通的功能上不僅扮演著永康區與該區以南各區（如仁德區、歸仁區）互相聯絡的道路外，更扮演著永康、大灣、仁德三處交流道來回的重要替代道路，而近幾年隨著大量人口移入永康區，也使得永大路兩側陸續出現了許多新興住宅，昔日兩旁破舊鐵皮屋與漫天荒地的情況已逐漸減少，各行各業店家林立而使得今日呈現住商混雜的居住型態。

## 分段
永大路由南至北共分為三段：全線隸屬於市道177號之一部分
- 一段：位於永康區與仁德區的交界（三爺宮溪），銜接仁德區中正路始至與大灣路交會。藉由大灣路東向可前往大灣、王行，西向可前往大灣交流道以及東區小東路。
- 二段：南承接自一段與大灣路的街口，北至與中山北路交會。藉由中山北路東向可前往新化區、山上區等地，西向可前往二王、大橋、北區開元路。
- 三段：南承接自二段與中山北路的街口，北至永大陸橋做為全線的終點。

## 本路段客運
- 市區公車[1]

| 編號 | 路線                 | 本路段公車站                                                 |
| ---- | -------------------- | ------------------------------------------------------------ |
| 20   | 仁德轉運站－安南醫院 | 大灣（返程） 大灣天公廟－永大滑輪溜冰場 國通汽車公司－埔園里 |

- 幹支線公車[1]

| 編號 | 路線                                               | 本路段公車站 |
| ---- | -------------------------------------------------- | ------------ |
| 紅2  | 西門健康立體停車場／臺南轉運站－上崙仔－關廟轉運站 | 大灣（返程） |
| 紅10 | 關廟轉運站－永康火車站－奇美醫院                   | 大灣－埔園里 |